# Lista de governadores do Arizona
O governador do Arizona é o chefe do poder executivo do estado norte-americano do Arizona e comandante das forças armadas do estado. O governador deve fazer cumprir as leis do estado e aprovar ou vetar projetos formulados pela Assembleia Geral do Arizona, convocar esse órgão público e conceder perdões, exceto em casos de traição e impeachment.
A atual governadora é Katie Hobbs, que tomou posse em 2 de janeiro de 2023.

## Governadores
O Arizona, então, fazia parte do Território do Novo México. Gradualmente, o número de habitantes morando na região do Arizona começou a aumentar. Muitos destes habitantes pediram pela criação de um novo território, o Território do Arizona criado em 1863.

### Governadores do Território do Arizona
Território do Arizona foi constituída em 24 de fevereiro de 1863 a partir do Território do Novo México, permanecendo como um território por 49 anos. Em 18 de janeiro de 1867, o canto noroeste do território foi transferido para o estado de Nevada.
John A. Gurley foi nomeado por Abraham Lincoln então presidente dos Estados Unidos  para ser o primeiro governador do território, mas ele morreu em 19 de agosto de 1863, antes que ele pudesse chegar ao Arizona. John Noble Goodwin foi nomeado em seu lugar.
| Governador                | Início do mandato      | Fim do mandato          | Nomeado por         |
| ------------------------- | ---------------------- | ----------------------- | ------------------- |
| John Noble Goodwin        | 29 de dezembro de 1863 | 4 de março de 1865      | Abraham Lincoln     |
| Richard C. McCormick      | 9 de julho de 1866     | 4 de março de 1869      | Andrew Johnson      |
| Anson PK Safford          | 9 de julho de 1869     | 5 de abril de 1877      | Ulysses S. Grant    |
| John Hoyt Philo           | 30 de maio de 1877     | 12 de junho de 1878     | Rutherford B. Hayes |
| John C. Frémont           | 6 de outubro de 1878   | 11 de outubro de 1881   | Rutherford B. Hayes |
| Frederick Augustus Tritle | 8 de março de 1882     | 7 de outubro de 1885    | Chester A. Arthur   |
| C. Meyer Zulick           | 2 de novembro de 1885  | 28 de março de 1889     | Grover Cleveland    |
| Lewis Wolfley             | 8 de abril de 1889     | 20 de agosto de 1890    | Benjamin Harrison   |
| John N. Irwin             | 21 de janeirode 1891   | 20 de abril de 1892     | Benjamin Harrison   |
| Oakes Murphy              | 11 de maio de 1892     | 05 de abril de 1893     | Benjamin Harrison   |
| LC Hughes                 | 12 de abril de 1893    | 1 de abril de 1896      | Grover Cleveland    |
| Benjamin Joseph Franklin  | 18 de abril de 1896    | 29 de julho de 1897     | Grover Cleveland    |
| Myron H. McCord           | 29 de julho de 1897    | 1 de agosto de 1898     | William McKinley    |
| Oakes Murphy              | 1 de agosto de 1898    | 30 de junho de 1902     | William McKinley    |
| Alexander Oswald Brodie   | 1 de julho de 1902     | 14 de fevereiro de 1905 | Theodore Roosevelt  |
| Joseph Henry Kibbey       | 7 de março de 1905     | 1 de maio de 1909       | Theodore Roosevelt  |
| Richard Sloan Elihu       | 1 de maio de 1909      | 14 de fevereiro de 1912 | William Howard Taft |

### Governadores do Estado do Arizona
O estado do Arizona foi admitido na União em 14 de fevereiro de 1912, o último dos estados continentais para ser admitido.
A Constituição do Estado de 1912 delimitava a eleição do governador de dois em dois anos. O tempo foi aumentado para quatro anos com uma alteração 1968. Uma emenda aprovada em 1992 define o limite de dois mandatos consecutivos para o cargo de governador do estado; antes disso, quatro governadores foram eleitos mais do que duas vezes seguidas. O mandato tem início na primeira segunda-feira de janeiro, após as eleições.
| Nº | Governador                  | Inicio do mandato       | Fim do mandato         | Partido     |
| -- | --------------------------- | ----------------------- | ---------------------- | ----------- |
| 1  | George W. P. Hunt           | 14 de fevereiro de 1912 | 1 de janeiro de 1917   | Democrata   |
| 2  | Thomas Edward Campbell      | 1 de janeiro de 1917    | 25 de dezembro de 1917 | Republicano |
| 3  | George W. P. Hunt           | 25 de dezembro de 1917  | 6 de janeiro de 1919   | Democrata   |
| 4  | Thomas Edward Campbell      | 6 de janeiro de 1919    | 1 de janeiro de 1923   | Republicano |
| 5  | George W. P. Hunt           | 1 de janeiro de 1923    | 7 de janeiro de 1929   | Democrata   |
| 6  | John Calhoun Phillips       | 7 de janeiro de 1929    | 5 de janeiro de 1931   | Republicano |
| 7  | George W. P. Hunt           | 5 de janeiro de 1931    | 2 de janeiro de 1933   | Democrata   |
| 8  | Benjamin Baker Moeur        | 2 de janeiro de 1933    | 4 de janeiro de 1937   | Democrata   |
| 9  | Rawghlie Clement Stanford   | 4 de janeiro de 1937    | 2 de janeiro de 1939   | Democrata   |
| 10 | Robert Taylor Jones         | 2 de janeiro de 1939    | 6 de janeiro de 1941   | Democrata   |
| 11 | Sidney Preston Osborn       | 6 de janeiro de 1941    | 25 de maio de 1948     | Democrata   |
| 12 | Dan Edward Garvey           | 25 de maio de 1948      | 1 de janeiro de 1951   | Democrata   |
| 13 | John Howard Pyle            | 1 de janeiro de 1951    | 3 de janeiro de 1955   | Republicano |
| 14 | Ernest McFarland            | 3 de janeiro de 1955    | 5 de janeiro de 1959   | Democrata   |
| 15 | Paul Fannin                 | 5 de janeiro de 1959    | 4 de janeiro de 1965   | Republicano |
| 16 | Samuel Pearson Goddard, Jr. | 4 de janeiro de 1965    | 2 de janeiro de 1967   | Democrata   |
| 17 | Jack Richard Williams       | 2 de janeiro de 1967    | 6 de janeiro de 1975   | Republicano |
| 18 | Raul Hector Castro          | 6 de janeiro de 1975    | 20 de outubro de 1977  | Democrata   |
| 19 | Wesley Bolin                | 20 de outubro de 1977   | 4 de março de 1978     | Democrata   |
| 20 | Bruce Babbitt               | 4 de março de 1978      | 5 de janeiro de 1987   | Democrata   |
| 21 | Evan Mecham                 | 5 de janeiro de 1987    | 4 de abril de 1988     | Republicano |
| 22 | Rose Mofford                | 4 de abril de 1988      | 6 de março de 1991     | Democrata   |
| 23 | Fife Symington III          | 3 de março de 1991      | 5 de setembro de 1997  | Republicano |
| 24 | Jane Dee Hull               | 5 de setembro de 1997   | 6 de janeiro de 2003   | Republicano |
| 25 | Janet Napolitano            | 6 de janeiro de 2003    | 21 de janeiro de 2009  | Democrata   |
| 26 | Jan Brewer                  | 21 de janeiro de 2009   | 5 de janeiro de 2015   | Republicano |
| 27 | Doug Ducey                  | 5 de janeiro de 2015    | 2 de janeiro de 2023   | Republicano |
| 28 | Katie Hobbs                 | 2 de janeiro de 2023    | presente               | Democrata   |